# Raionul Kamin-Kașîrskîi, Volînia
Kamin-Kașîrskîi (în ucraineană Камінь-Каширський район, transliterat: Kamin-Kașîrskîi raion) este un raion în regiunea Volînia, Ucraina. Reședința sa este orașul Kamin-Kașîrskîi.

## Demografie
Componența lingvistică a raionului Kamin-Kașîrskîi
     Ucraineană (99,58%)
     Alte limbi (0,41%)
Conform recensământului din 2001, majoritatea populației raionului Kamin-Kașîrskîi era vorbitoare de ucraineană (99,58%), existând în minoritate și vorbitori de alte limbi.